# Проблемна науково-дослідна лабораторія радіотехніки (Харків)
Проблемна науково-дослідна лабораторія радіотехніки — науково-дослідна лабораторія в Харкові, яка була одним із піонерів досліджень метеорів радіолокаційними методами. Засновником і керівником лабораторії був Борис Кащеєв. Лабораторія була створена 1956 року у складі Харківського політехнічного інституту, 1971 року перейшла до складу Харківського інституту радіоелектроніки, 2002 року реформована в науково-навчальний центр кафедри основ радіотехніки. З 2007 року її дослідження продовжує лабораторія радіоастрономії імені Б. Л. Кащеєва. Експериментальна база лабораторії на Балаклійському експериментальному полігоні включена до реєстру національного наукового надбання України.

## Історія
Проблемна науково-дослідна лабораторія радіотехніки Харківського політехнічного інституту була створена 15 вересня 1958 року. Лабораторію очолив Борис Кащеєв, який з 1956 року вже керував кафедрою основ радіотехніки і на той час вже проводив успішні дослідження радіометеорів в рамках Міжнародного геофізичного року (1957—1958). Невдовзі перед тим, в 1956, була заснована Балаклійська польова лабораторія, яка стала основною експериментальною базою майбутньої науково-дослідної лабораторії.
В 1971 року лабораторія разом з кафедрою і факультетом, які її включали, була передана від Харківського політехнічного інституту до складу Харківського інституту радіоелектроніки (тепер Харківський національний університет радіоелектроніки).
В 2004 року Модернізований багатоцільовий геофізичний комплекс для дослідження атмосфери і притоку метеорної речовини ХНУРЕ, розташований на Балаклійському експериментальному полігоні, був включений до реєстру національного наукового надбання України.
В 2002 році лабораторія розширилась і стала науково-навчальним центром кафедри основ радіотехніки, а 2007 з науково-навчального центру була виділена науково-дослідна лабораторія радіоастрономії імені Б. Л. Кащеєва.

## Наукові результати
В 1956 році, ще до офіційного створення лабораторії, її колектив, досліджуючи проходження радіосигналів через іоносферу за допомогою власноруч виготовленого першого в Україні іонозонда, помітив короткочасні відбивання сигналу від шару E іоносфери. Ці відбивання тривали від кількох секунд до десятків секунд і пояснювались плазмовими слідами, які виникали на висотах 85-105 км в результаті випаровування речовини з метеорів масою від мікрограмів до кількох грамів. В подальшому колектив лабораторії сконструював багато вдосконалених приладів для дослідження таких метеорних слідів і з їх допомогою визначив приток метеорної речовини в земну атмосферу і розподіл метеорів за швидкостями. Вимірювання доплерівських зміщень радіосигналів, відбитих від метеорних слідів, дозволило дослідити рух повітря в іоносфері на висотах 85-105 км.
Виявилося, що завдяки відбиванню радіохвиль від метеорних слідів на частотах 40-60 МГц зʼявляється канал зв'язку, який дозволяє передачу радіосигналу на відстань до 2500 км. Лабораторією були розроблені прилади для високоточної синхронізації годинників за допомогою цих радіосигналів і встановлені в багатьох містах України і Росії. Зокрема, ця система синхронізації часу використовувалась під час запуску першого українського супутника Січ-1.

## Завідувачі лабораторії
Проблемна науково-дослідна лабораторія кафедри основ радіотехніки:
- Кащеєв Борис Леонідович (з 1958)[1]

Науково-дослідна лабораторія радіоастрономії імені Б. Л. Кащеєва:
- Волощук Юрій Іванович (з 2007)[1]
- Світлана Володимирівна Коломієць (з 2016)[4]

## Відзнаки
- Розроблена в лабораторії система МАРС (метеорна автоматична радіолокаційна система) була нагороджена медалями Виставки досягнень народного господарства (бронзовою в 1980, золотими в 1983 і 1989)[1]
- На честь співробітників лабораторії та університету, до складу якого вона входить, були названі астероїди 6811 Кащеєв, 13009 Волощук та 10681 ХТУРЕ[1]
- Премію НАН України імені М. П. Барабашова за монографію «Метеори і метеорна речовина» здобули співробітники лабораторії Юрій Волощук і Борис Кащеєв та їхній київський колега Віталій Кручиненко[5].